# Ferrari 735S Spider

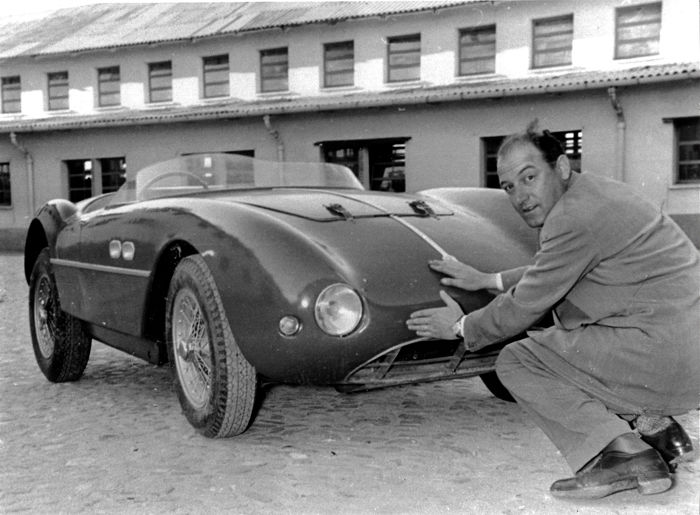
Aurelio Lampredi mit einem Ferrari 735S Spider 1953 in Maranello

Der Ferrari 735S Spider, auch Ferrari 735 Sport, war ein Rennsportwagen, den Ferrari 1953 baute und den die Scuderia im selben Jahr bei Sportwagenrennen einsetzte.

## Technik
Der Ferrari 735S folgte der Vierzylinder-Strategie, die schon mit dem Ferrari 625TF in Maranello begonnen wurde. Alle drei Spider bekamen 1953 von Ferrari die gleiche Karosserie, die – eine rare Ausnahme zu dieser Zeit – Ferrari selbst entwickelte. Die Entwicklungszeit des Projekts war sehr kurz, nachdem Aurelio Lampredi selbst den Entwurf für das Fahrzeug vorgelegt hatte. Gefertigt wurden die Karosserien zumindest teilweise bei der Carrozzeria Autodromo Modena. Der Reihenvierzylinder wurde verbessert und leistete jetzt bei 2941 cm³ 225 PS. Der Motor hatte ein bedeutend besseres Drehmoment als das Vierzylinder-Aggregat im 625TF.

## Renneinsätze
Zum ersten Mal gefahren wurde der 735 Sport am 29. Juni 1953 beim Großen Preis von Monza, einem nationalen Sportwagen im Autodromo Nazionale Monza. Am Steuer saß Alberto Ascari, der den Wagen auf der Pole-Position qualifizierte. Im ersten Wertungslauf – der Bewerb wurde in zwei Rennen ausgetragen – hatte er einen Unfall und konnte am zweiten nicht mehr teilnehmen.
Bei der Coppa d’Oro delle Dolomiti im selben Jahr erreichte Umberto Maglioli den dritten Gesamtrang; und nach einem weiteren Sportwagenrennen in Italien wurde ein Wagen an den Franzosen François Picard verkauft, der damit die Tour de France für Automobile 1954 bestritt und Ende des Jahres mit seinem Erfolg beim Gran Premio de Penya Rhin den einzigen Rennsieg für den 735 Sport erzielte.